# Smolensk Ring
El Smolensk Ring es un circuito de carreras ubicado en el asentamiento de Verkhnedneprovsky cerca de la ciudad de Safonovo, Óblast de Smolensk, Rusia. Se encuentra unos 90 kilómetros (56 millas) al este de la ciudad homónima de Smolensk, y a unos 250 kilómetros (160 millas) al oeste de Moscú.
La construcción del circuito de 3,4 kilómetros (2,1 millas) comenzó en 2007, y el evento internacional inaugural fue una ronda del Campeonato de Europa de Carreras de Camiones de la FIA en agosto de 2010.
Inicialmente, se suponía que el Smolensk Ring albergaría las rondas del Campeonato de Europa FIA GT3 en 2011, sin embargo, esto se pospuso más tarde a 2012 porque la pista no se completó a tiempo las modificaciones necesarias para obtener la licencia de pista de la FIA necesaria.

## Historia
Hermann Tilke y su oficina de diseño diseñaron la pista utilizando las características del paisaje preexistente del área designada, lo que dio como resultado una pista de 3362 metros de largo y 12-15 metros de ancho que contiene esquinas rápidas, rectas y secciones sinuosas.
La pista de carreras, con las modificaciones de requisitos previas establecidas, cumplirá con los requisitos de la Federación Internacional de Automóviles (FIA) para una pista de carreras de Grado 2, y la primera categoría según la clasificación de la Federación de Automóviles de Rusia (RAF). Con la licencia FIA Grado 2, el Smolensk Ring podrá albergar carreras de motor para todas las clases, excepto Fórmula 1.
El piloto del Campeonato ruso de turismos, Yuri Semenchev, murió en un accidente en el circuito en agosto de 2012.

## Deportes de acción
Agosto de 2010: Campeonato de carreras de camiones europeo FIA de 5 etapas (Truck Battle Russia 2010) 22 de mayo de 2011 - 1 etapa RTCC (Campeonato ruso de turismos) 30–31 de julio de 2011: 6 etapas del Campeonato de Europa de Carreras de Camiones de FIA (Truck Battle Russia 2011) 9 de octubre de 2011 - 7 etapas RTCC (Campeonato ruso de turismos)